# Velleius Paterculus

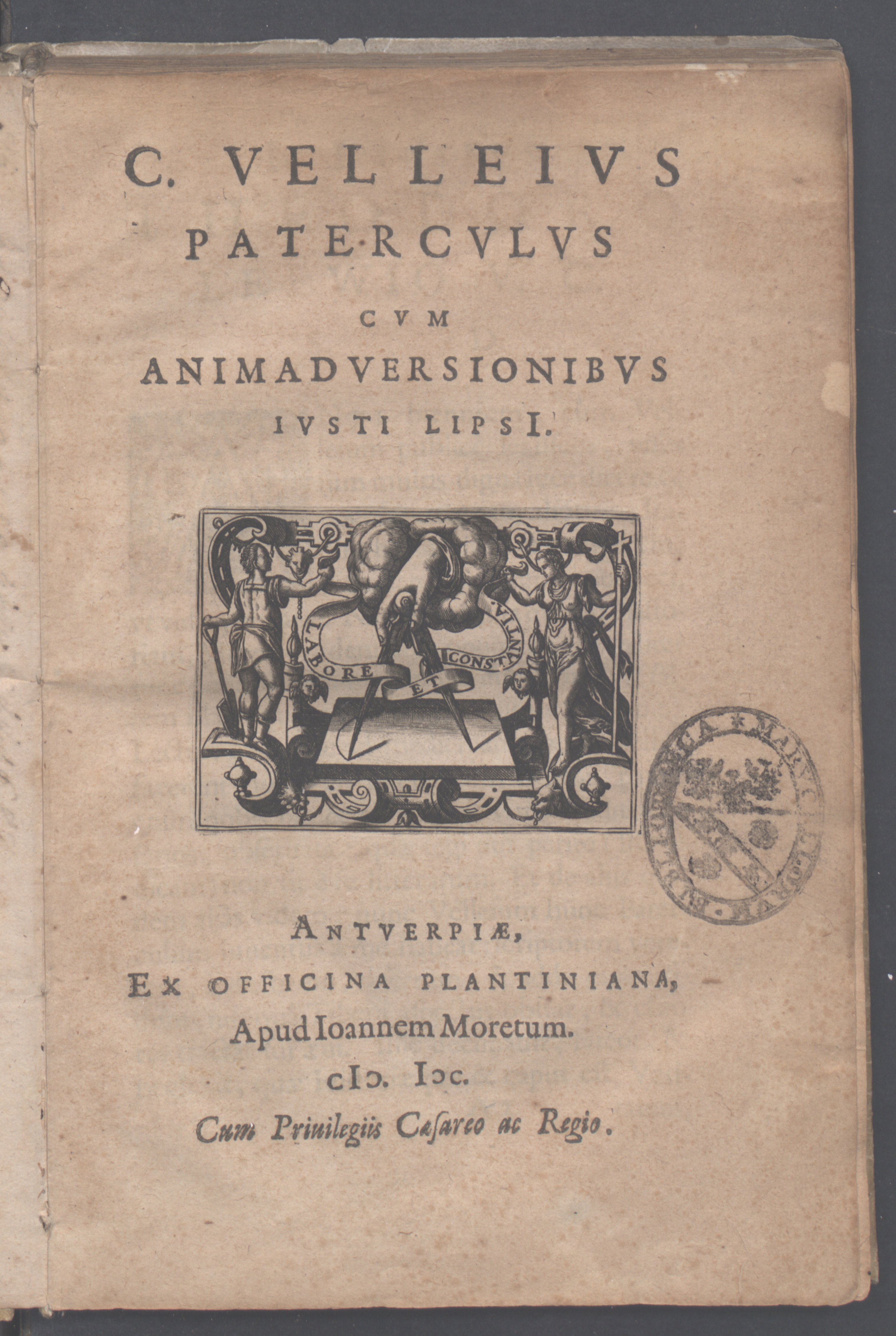
Historia romana, 1600

Velleius Paterculus (19 př. n. l. – 30 n. l.) byl římský historik a úředník.

## Život
Paterculus pocházel z dobře situované rodiny z Aeclana, města v Samniu. V mladém věku vstoupil do armády, kde sloužil pod Tiberiovým velením v Germánii, Panonii, Thrákii, Makedonii, Řecku a na Blízkém východě. Roku 2 po Kr. byl Paterculus přítomen při diplomatickém vyjednávání mezi Gaiem Caesarem, vnukem císaře Augusta, a partským králem Fraatem V. na hraniční řece Eufrat. Jako odměny za jeho vojenskou činnost se mu roku 8 po Kr. dostalo kvestury a roku 14 po Kr. úřadu praetora. Tím záznamy o něm končí. Jistě však žil až do roku 30 po Kr., protože jeho dílo je věnováno Marcovi Viciniovi, římském konzulovi v tom roce. Předpokládá se, že zahynul roku 31 po Kr., v témže roce jako Seianus, velitel Tiberiovi osobní stráže a jeho důvěrník, který ztratil svůj vliv na císařském dvoře a byl popraven. 
Velleius Paterculus byl svědkem Tiberiových tažení v Germánii a Panonii, kterých se zúčastnil jako legát.

## Dílo
Sepsal Římské dějiny (latinsky Historia Romana) ve dvou knihách, které se z větší části dochovaly (nedochoval se pouze začátek díla). V díle popsal nejdůležitější události starověkého světa, a to od trójské války až do chvíle napsání, přičemž vyzdvihoval význam jednotlivých osobností, zejména Tiberia.
V tomto díle je popsána i výprava Tiberia a Saturnina proti Marobudovi v roce 6 n.l. a to v knize II., kapitole 109 a 110.
Český překlad díla Historia Romana je obsažen v knize Dvojí pohled na římské dějiny.